# 杜鳳楊
蔡杜氏（1847年—1870年），本名杜鳳楊，又名杜鳳英，因嫁蔡廷棟，故稱蔡杜氏。是中國清朝咸豐同治年間云南回变起義軍的青年女將，在十九歲時已統領數十萬大軍，力破清軍，以後被叛將出賣被擒，被囚年餘，始終不屈，最後被極刑處死。

## 出身
杜鳳楊是云南回变起義軍統帥杜文秀的長女。父亲杜文秀是雲南回人，于咸豐六年（1856年）在云南組織領導回民叛乱，先占大理，以后攻下很多城鎮。在同治六年（1867年）派大軍進攻昆明。杜鳳楊就在這時脱穎而出。

## 昆
杜鳳楊从小跟随父親征戰，智勇双全，謀略過人。她奉命至征昆軍中任監軍当時她在軍中地位有两重，一是「杜文秀以其女為帥，称帥小姐，率部下……兵四十万，分三路攻省」是征昆軍全軍總統帥。此外，从以后征戰情况看，她本人長期在東路軍，因此東路軍是在她直接指揮下作戰的。在杜鳳楊統率下的這支征昆軍軍容极盛，「戈矛耀日，旌旗蔽空，其声之盛，不亞于曹操伐吳」。当時她才十九歲，己担此重任，在歷史上是极為罕見的。
征昆軍直逼昆明，清軍死守，一時不能攻下。不久，清援軍大集，云貴總督劉岳昭和云南巡撫岑毓英兩路夾擊，主攻方向是昆明之東的尋甸州。当時形勢險惡，杜鳳楊果断地率軍從尋甸州出擊，她騎匹青馬，奔馳在各个戰場指揮，經過激戰，将清軍各个擊破，到同冶七年十二月十六日 (1868年)，清軍全面敗退，連最精銳的湘軍果後全軍也被她擊潰，義軍轉危為安，劉岳昭也被革職。尋甸之戰后二十歲的杜鳳楊威名大振。清軍称她「狡詐百出」，但也承認她是“知兵善戰，為賊所推服”的女将帥。

## 被俘
杜鳳楊乘勝派東路主力再攻昆明，但兵力不足，在清軍大軍云集的攻擊下，至同治八年，全軍覆沒。清軍乘机圍攻尋甸州和嵩明州。杜鳳楊在嵩明州，兵少粮尽，苦戰至同治八年（1869年）五月，城陷，杜鳳楊与其丈夫蔡廷棟一起被擒。杜鳳楊的被擒經過，在羅爾綱的「太平天国史」中只說是力竭城陷，其它記載有說是被擒的或投降的。清軍攻城主将楊玉科的記述中講得較清楚，是「賊知无路可逃，乃将蔡杜氏捆献乞降」。可知是她是被城内叛徒出賣，城内叛徒将她繩捆索綁，献給清軍，作為投降的一份重礼。杜鳳楊是被清軍押解至昆明獻俘。當時對她的處置有兩種不同意見，雲南巡撫岑毓英要將她毒刑拷打，嚴加審訊，然後極刑處死。但雲南提督馬如龍不同意，要留著她作為招降杜文秀和征昆軍之用。因此將她和蔡扣在自己府內，威脅利誘，但她「意志堅定，不為馬如龍所左右」。

## 遇害
經過一年多的監管，蔡廷棟和杜鳳楊雙雙乘機逃脫（同治九年八月，1870年）。蔡逃出昆明。杜鳳楊未能出城，僅能逃至城內民家躲藏，最後被馬如龍在昆明豆菜巷民家搜出，再次被擒。馬如龍要她招出蔡的下落，用酷刑逼供，她抵死不招。不久，蔡回到義軍，發兵來攻。清軍對杜鳳楊失去信心，就將她用極刑處死，並將她「懸首省城示眾」。杜鳳楊死時年僅23歲。由於她是義軍最著名的女將帥，因此在杜鳳楊被押赴刑場受刑時，「路人觀看如堵」，盛況空前。一說懾於這位她的威名和民眾對她的好感，原來應押至較遠的城西北角刑場處決的，儘管她在押出時己是在重兵簇擁下，又被五花大綁，鐐銬加身，為了怕出意外，還是破例就在最近的城內白鶴橋將她處死了。征昆軍在杜鳳楊兵敗被擒后很快全軍複沒，杜文秀也在同冶十一年（1872年）兵敗自殺。